# Tuberaria lignosa
La hierba turmera (Tuberaria lignosa) es  una especie de plantas de la familia de las cistáceas.

## Descripción
Hierba perenne rizomatosa de base leñosa pubescente en la parte inferior. Tallos de hasta 40 cm, ascendentes, ramificados. Hojas sin estípulas; las basales de hasta 8,5 (-10) x 2,5 (-3,5) cm, espatuladas u oblanceoladas, la mayoría en roseta; las caulinares más pequeñas o bracteiformes. Inflorescencia laxa, bracteada, con pedicelos de 9-25 mm y reflejos en la fructificación. Sépalos externos de (1,5-) 3-7,5 x (0,3-) 1-1,4 mm, lineares; los internos de 9-17 x 5-7 mm, ovado-lanceolados. Pétalos de 10-15 mm. Cápsula con valvas ovadas, híspidas en el ápice.

## Distribución y hábitat
Mediterráneo occidental. En jarales y brezales, sobre suelos silíceos. Florece y fructifica de primavera a verano.

## Usos
En primavera se cogen las rosetas de hojas y la ramas florecidas, que se dejan secar a la sombra en un lugar seco.Después de secarse se preparan infusiones para tratar problemas  de estómago y de las vías urinarias. La decocción de toda la planta, usada sola o mezclada con malva blanca (Malva neglecta) y hojas de nogal (Juglans regia) es empaleada como desinfectante tanto para las personas como para los animales, Se utiliza durante los cuidados postparto.